# تاواسیکولام
تاواسیکولام (به لاتین: Thavasikulam) یک منطقهٔ مسکونی در سری‌لانکا است که در استان شمالی (سری‌لانکا) واقع شده‌است.